# 莎禾属
莎禾属（学名：Coleanthus）是禾本科下的一个属，为矮小一年生草本植物。该属仅有莎禾（Coleanthus subtilis）一种，分布于欧洲和亚洲。